# Sacramento Classic
Il Sacramento Classic è stato un torneo di tennis facente parte del Grand Prix giocato a Sacramento negli Stati Uniti su campi in sintetico indoor.

## Albo d'oro

### Singolare
| Anno       | Vincitore     | Finalista      | Punteggio          |
| ---------- | ------------- | -------------- | ------------------ |
| 1971       | Robert Lutz   | Alex Olmedo    | 3–6, 6–4, 6–3      |
| 1972       | Stan Smith    | Colin Dibley   | 6–4, 5–7, 6–4, 6–4 |
| 1973- 1975 | Non disputato |                |                    |
| 1976       | Tom Gorman    | Bob Carmichael | 6–2 7–6            |

### Doppio
| Anno       | Vincitori                   | Finalisti                        | Punteggio     |
| ---------- | --------------------------- | -------------------------------- | ------------- |
| 1971       | Jim McManus Jim Osborne     | Robert Maud Frew Donald McMillan | 7–6, 6–3      |
| 1972- 1975 | Non disputato               |                                  |               |
| 1976       | Tom Gorman Sherwood Stewart | Mike Cahill John Whitlinger      | 3–6, 6–4, 6–4 |